# Thelyphonus burchardi
Espèce
Thelyphonus burchardi est une espèce d'uropyges de la famille des Thelyphonidae.

## Distribution
Cette espèce est endémique de Sumatra en Indonésie.

## Description
La femelle holotype mesure 28 mm.

## Étymologie
Cette espèce est nommée en l'honneur de W. Burchard.

## Publication originale
- Kraepelin, 1911 : Neue Beitrage zur Systematik der Gliederspinnen. Mitteilungen aus dem Naturhistorischen Museum in Hamburg, vol. 28, p. 57-107 (texte intégral).